# Расстояние городских кварталов
Расстояние городских кварталов между точками A и B — сумма модулей разностей координат точек A и B, метрика, введённая Германом Минковским.
Обозначается как минимум следующими фразами — синонимами:
- расстояние городских кварталов;
- метрика городского квартала;
- метрика прямоугольного города;
- прямоугольная метрика;
- метрика прямого угла;
- метрика такси;
- метрика Манхэттена;
- манхэттенское расстояние;
- в пространстве Lp метрика L1, норма {\displaystyle \ell _{1}};
- в {\displaystyle \mathbb {Z} ^{2}} метрика гриды, 4-метрика.

Название «манхэттенское расстояние» связано с уличной планировкой боро (района) Манхэттен города Нью-Йорк.

## Определение
Пусть дано следующее:
- n-мерное вещественное векторное пространство;
- прямоугольная система координат;
- {\displaystyle \mathbf {p} } — вектор с координатами {\displaystyle p_{1}}, {\displaystyle p_{2}}, {\displaystyle \dots }, {\displaystyle p_{n}}: {\displaystyle \mathbf {p} =(p_{1},p_{2},\dots ,p_{n})};
- {\displaystyle \mathbf {q} } — вектор с координатами {\displaystyle q_{1}}, {\displaystyle q_{2}}, {\displaystyle \dots }, {\displaystyle q_{n}}: {\displaystyle \mathbf {q} =(q_{1},q_{2},\dots ,q_{n})};
- {\displaystyle d_{1}} — расстояние городских кварталов между {\displaystyle \mathbf {p} } и {\displaystyle \mathbf {q} }.

Тогда расстояние городских кварталов {\displaystyle d_{1}} между двумя векторами {\displaystyle \mathbf {p} }, {\displaystyle \mathbf {q} } в n-мерном вещественном векторном пространстве с заданной системой координат — сумма длин проекций такого отрезка, который соединяет точки {\displaystyle (p_{1},p_{2},\dots ,p_{n})} и {\displaystyle (q_{1},q_{2},\dots ,q_{n})}, на оси координат. Более формально,
{\displaystyle d_{1}\left(\mathbf {p} ,\mathbf {q} \right)=\|\mathbf {p} -\mathbf {q} \|_{1}=\sum _{i=1}^{n}|p_{i}-q_{i}|.}
Примеры.
При {\displaystyle n}, равном 2 (в двумерном пространстве, на плоскости), с системой координат, имеющей оси {\displaystyle x} и {\displaystyle y}, {\displaystyle d_{1}} между вектором {\displaystyle \mathbf {p} }, равным {\displaystyle (p_{1},p_{2})=(p_{x},p_{y})}, и вектором {\displaystyle \mathbf {q} }, равным {\displaystyle (q_{1},q_{2})=(q_{x},q_{y})}, равно {\displaystyle d_{1}\left(\mathbf {p} ,\mathbf {q} \right)} = {\displaystyle \left|p_{1}-q_{1}\right|+\left|p_{2}-q_{2}\right|} = {\displaystyle \left|p_{x}-q_{x}\right|+\left|p_{y}-q_{y}\right|.}
При {\displaystyle n}, равном 3 (в трёхмерном пространстве), с системой координат, имеющей оси {\displaystyle x}, {\displaystyle y} и {\displaystyle z}, {\displaystyle d_{1}} между вектором {\displaystyle \mathbf {p} }, равным {\displaystyle (p_{1},p_{2},p_{3})=(p_{x},p_{y},p_{z})}, и вектором {\displaystyle \mathbf {q} }, равным {\displaystyle (q_{1},q_{2},q_{3})=(q_{x},q_{y},q_{z})}, равно {\displaystyle d_{1}\left(\mathbf {p} ,\mathbf {q} \right)} = {\displaystyle \left|p_{1}-q_{1}\right|+\left|p_{2}-q_{2}\right|+\left|p_{3}-q_{3}\right|} = {\displaystyle \left|p_{x}-q_{x}\right|+\left|p_{y}-q_{y}\right|+\left|p_{z}-q_{z}\right|.}

## Свойства
Расстояние городских кварталов зависит от вращения системы координат, не зависит от отражения относительно оси координат, не зависит от переноса. В геометрии, основанной на расстоянии городских кварталов, из числа аксиом Гильберта не выполняется только аксиома о конгруэнтных треугольниках.
Шар в трёхмерном пространстве в метрике «расстояние городских кварталов» имеет форму такого октаэдра, вершины которого лежат на осях координат.

## Примеры

### Расстояния в шахматах
|   | a | b | c | d | e | f | g | h |   |
| - | --- | --- | --- | --- | --- | --- | --- | --- | - |
| 8 | a8 шесть · b8 пять · c8 четыре · d8 три · e8 два · f8 три · g8 четыре · h8 пять · a7 пять · b7 четыре · c7 три · d7 два · e7 один · f7 два · g7 три · h7 четыре · a6 четыре · b6 три · c6 два · d6 один · e6 белая ладья · f6 один · g6 два · h6 три · a5 пять · b5 четыре · c5 три · d5 два · e5 один · f5 два · g5 три · h5 четыре · a4 шесть · b4 пять · c4 четыре · d4 три · e4 два · f4 три · g4 четыре · h4 пять · a3 семь · b3 шесть · c3 пять · d3 четыре · e3 три · f3 четыре · g3 пять · h3 шесть · a2 восемь · b2 семь · c2 шесть · d2 пять · e2 четыре · f2 пять · g2 шесть · h2 семь · a1 девять · b1 восемь · c1 семь · d1 шесть · e1 пять · f1 шесть · g1 семь · h1 восемь | a8 шесть · b8 пять · c8 четыре · d8 три · e8 два · f8 три · g8 четыре · h8 пять · a7 пять · b7 четыре · c7 три · d7 два · e7 один · f7 два · g7 три · h7 четыре · a6 четыре · b6 три · c6 два · d6 один · e6 белая ладья · f6 один · g6 два · h6 три · a5 пять · b5 четыре · c5 три · d5 два · e5 один · f5 два · g5 три · h5 четыре · a4 шесть · b4 пять · c4 четыре · d4 три · e4 два · f4 три · g4 четыре · h4 пять · a3 семь · b3 шесть · c3 пять · d3 четыре · e3 три · f3 четыре · g3 пять · h3 шесть · a2 восемь · b2 семь · c2 шесть · d2 пять · e2 четыре · f2 пять · g2 шесть · h2 семь · a1 девять · b1 восемь · c1 семь · d1 шесть · e1 пять · f1 шесть · g1 семь · h1 восемь | a8 шесть · b8 пять · c8 четыре · d8 три · e8 два · f8 три · g8 четыре · h8 пять · a7 пять · b7 четыре · c7 три · d7 два · e7 один · f7 два · g7 три · h7 четыре · a6 четыре · b6 три · c6 два · d6 один · e6 белая ладья · f6 один · g6 два · h6 три · a5 пять · b5 четыре · c5 три · d5 два · e5 один · f5 два · g5 три · h5 четыре · a4 шесть · b4 пять · c4 четыре · d4 три · e4 два · f4 три · g4 четыре · h4 пять · a3 семь · b3 шесть · c3 пять · d3 четыре · e3 три · f3 четыре · g3 пять · h3 шесть · a2 восемь · b2 семь · c2 шесть · d2 пять · e2 четыре · f2 пять · g2 шесть · h2 семь · a1 девять · b1 восемь · c1 семь · d1 шесть · e1 пять · f1 шесть · g1 семь · h1 восемь | a8 шесть · b8 пять · c8 четыре · d8 три · e8 два · f8 три · g8 четыре · h8 пять · a7 пять · b7 четыре · c7 три · d7 два · e7 один · f7 два · g7 три · h7 четыре · a6 четыре · b6 три · c6 два · d6 один · e6 белая ладья · f6 один · g6 два · h6 три · a5 пять · b5 четыре · c5 три · d5 два · e5 один · f5 два · g5 три · h5 четыре · a4 шесть · b4 пять · c4 четыре · d4 три · e4 два · f4 три · g4 четыре · h4 пять · a3 семь · b3 шесть · c3 пять · d3 четыре · e3 три · f3 четыре · g3 пять · h3 шесть · a2 восемь · b2 семь · c2 шесть · d2 пять · e2 четыре · f2 пять · g2 шесть · h2 семь · a1 девять · b1 восемь · c1 семь · d1 шесть · e1 пять · f1 шесть · g1 семь · h1 восемь | a8 шесть · b8 пять · c8 четыре · d8 три · e8 два · f8 три · g8 четыре · h8 пять · a7 пять · b7 четыре · c7 три · d7 два · e7 один · f7 два · g7 три · h7 четыре · a6 четыре · b6 три · c6 два · d6 один · e6 белая ладья · f6 один · g6 два · h6 три · a5 пять · b5 четыре · c5 три · d5 два · e5 один · f5 два · g5 три · h5 четыре · a4 шесть · b4 пять · c4 четыре · d4 три · e4 два · f4 три · g4 четыре · h4 пять · a3 семь · b3 шесть · c3 пять · d3 четыре · e3 три · f3 четыре · g3 пять · h3 шесть · a2 восемь · b2 семь · c2 шесть · d2 пять · e2 четыре · f2 пять · g2 шесть · h2 семь · a1 девять · b1 восемь · c1 семь · d1 шесть · e1 пять · f1 шесть · g1 семь · h1 восемь | a8 шесть · b8 пять · c8 четыре · d8 три · e8 два · f8 три · g8 четыре · h8 пять · a7 пять · b7 четыре · c7 три · d7 два · e7 один · f7 два · g7 три · h7 четыре · a6 четыре · b6 три · c6 два · d6 один · e6 белая ладья · f6 один · g6 два · h6 три · a5 пять · b5 четыре · c5 три · d5 два · e5 один · f5 два · g5 три · h5 четыре · a4 шесть · b4 пять · c4 четыре · d4 три · e4 два · f4 три · g4 четыре · h4 пять · a3 семь · b3 шесть · c3 пять · d3 четыре · e3 три · f3 четыре · g3 пять · h3 шесть · a2 восемь · b2 семь · c2 шесть · d2 пять · e2 четыре · f2 пять · g2 шесть · h2 семь · a1 девять · b1 восемь · c1 семь · d1 шесть · e1 пять · f1 шесть · g1 семь · h1 восемь | a8 шесть · b8 пять · c8 четыре · d8 три · e8 два · f8 три · g8 четыре · h8 пять · a7 пять · b7 четыре · c7 три · d7 два · e7 один · f7 два · g7 три · h7 четыре · a6 четыре · b6 три · c6 два · d6 один · e6 белая ладья · f6 один · g6 два · h6 три · a5 пять · b5 четыре · c5 три · d5 два · e5 один · f5 два · g5 три · h5 четыре · a4 шесть · b4 пять · c4 четыре · d4 три · e4 два · f4 три · g4 четыре · h4 пять · a3 семь · b3 шесть · c3 пять · d3 четыре · e3 три · f3 четыре · g3 пять · h3 шесть · a2 восемь · b2 семь · c2 шесть · d2 пять · e2 четыре · f2 пять · g2 шесть · h2 семь · a1 девять · b1 восемь · c1 семь · d1 шесть · e1 пять · f1 шесть · g1 семь · h1 восемь | a8 шесть · b8 пять · c8 четыре · d8 три · e8 два · f8 три · g8 четыре · h8 пять · a7 пять · b7 четыре · c7 три · d7 два · e7 один · f7 два · g7 три · h7 четыре · a6 четыре · b6 три · c6 два · d6 один · e6 белая ладья · f6 один · g6 два · h6 три · a5 пять · b5 четыре · c5 три · d5 два · e5 один · f5 два · g5 три · h5 четыре · a4 шесть · b4 пять · c4 четыре · d4 три · e4 два · f4 три · g4 четыре · h4 пять · a3 семь · b3 шесть · c3 пять · d3 четыре · e3 три · f3 четыре · g3 пять · h3 шесть · a2 восемь · b2 семь · c2 шесть · d2 пять · e2 четыре · f2 пять · g2 шесть · h2 семь · a1 девять · b1 восемь · c1 семь · d1 шесть · e1 пять · f1 шесть · g1 семь · h1 восемь | 8 |
| 7 | a8 шесть · b8 пять · c8 четыре · d8 три · e8 два · f8 три · g8 четыре · h8 пять · a7 пять · b7 четыре · c7 три · d7 два · e7 один · f7 два · g7 три · h7 четыре · a6 четыре · b6 три · c6 два · d6 один · e6 белая ладья · f6 один · g6 два · h6 три · a5 пять · b5 четыре · c5 три · d5 два · e5 один · f5 два · g5 три · h5 четыре · a4 шесть · b4 пять · c4 четыре · d4 три · e4 два · f4 три · g4 четыре · h4 пять · a3 семь · b3 шесть · c3 пять · d3 четыре · e3 три · f3 четыре · g3 пять · h3 шесть · a2 восемь · b2 семь · c2 шесть · d2 пять · e2 четыре · f2 пять · g2 шесть · h2 семь · a1 девять · b1 восемь · c1 семь · d1 шесть · e1 пять · f1 шесть · g1 семь · h1 восемь | a8 шесть · b8 пять · c8 четыре · d8 три · e8 два · f8 три · g8 четыре · h8 пять · a7 пять · b7 четыре · c7 три · d7 два · e7 один · f7 два · g7 три · h7 четыре · a6 четыре · b6 три · c6 два · d6 один · e6 белая ладья · f6 один · g6 два · h6 три · a5 пять · b5 четыре · c5 три · d5 два · e5 один · f5 два · g5 три · h5 четыре · a4 шесть · b4 пять · c4 четыре · d4 три · e4 два · f4 три · g4 четыре · h4 пять · a3 семь · b3 шесть · c3 пять · d3 четыре · e3 три · f3 четыре · g3 пять · h3 шесть · a2 восемь · b2 семь · c2 шесть · d2 пять · e2 четыре · f2 пять · g2 шесть · h2 семь · a1 девять · b1 восемь · c1 семь · d1 шесть · e1 пять · f1 шесть · g1 семь · h1 восемь | a8 шесть · b8 пять · c8 четыре · d8 три · e8 два · f8 три · g8 четыре · h8 пять · a7 пять · b7 четыре · c7 три · d7 два · e7 один · f7 два · g7 три · h7 четыре · a6 четыре · b6 три · c6 два · d6 один · e6 белая ладья · f6 один · g6 два · h6 три · a5 пять · b5 четыре · c5 три · d5 два · e5 один · f5 два · g5 три · h5 четыре · a4 шесть · b4 пять · c4 четыре · d4 три · e4 два · f4 три · g4 четыре · h4 пять · a3 семь · b3 шесть · c3 пять · d3 четыре · e3 три · f3 четыре · g3 пять · h3 шесть · a2 восемь · b2 семь · c2 шесть · d2 пять · e2 четыре · f2 пять · g2 шесть · h2 семь · a1 девять · b1 восемь · c1 семь · d1 шесть · e1 пять · f1 шесть · g1 семь · h1 восемь | a8 шесть · b8 пять · c8 четыре · d8 три · e8 два · f8 три · g8 четыре · h8 пять · a7 пять · b7 четыре · c7 три · d7 два · e7 один · f7 два · g7 три · h7 четыре · a6 четыре · b6 три · c6 два · d6 один · e6 белая ладья · f6 один · g6 два · h6 три · a5 пять · b5 четыре · c5 три · d5 два · e5 один · f5 два · g5 три · h5 четыре · a4 шесть · b4 пять · c4 четыре · d4 три · e4 два · f4 три · g4 четыре · h4 пять · a3 семь · b3 шесть · c3 пять · d3 четыре · e3 три · f3 четыре · g3 пять · h3 шесть · a2 восемь · b2 семь · c2 шесть · d2 пять · e2 четыре · f2 пять · g2 шесть · h2 семь · a1 девять · b1 восемь · c1 семь · d1 шесть · e1 пять · f1 шесть · g1 семь · h1 восемь | a8 шесть · b8 пять · c8 четыре · d8 три · e8 два · f8 три · g8 четыре · h8 пять · a7 пять · b7 четыре · c7 три · d7 два · e7 один · f7 два · g7 три · h7 четыре · a6 четыре · b6 три · c6 два · d6 один · e6 белая ладья · f6 один · g6 два · h6 три · a5 пять · b5 четыре · c5 три · d5 два · e5 один · f5 два · g5 три · h5 четыре · a4 шесть · b4 пять · c4 четыре · d4 три · e4 два · f4 три · g4 четыре · h4 пять · a3 семь · b3 шесть · c3 пять · d3 четыре · e3 три · f3 четыре · g3 пять · h3 шесть · a2 восемь · b2 семь · c2 шесть · d2 пять · e2 четыре · f2 пять · g2 шесть · h2 семь · a1 девять · b1 восемь · c1 семь · d1 шесть · e1 пять · f1 шесть · g1 семь · h1 восемь | a8 шесть · b8 пять · c8 четыре · d8 три · e8 два · f8 три · g8 четыре · h8 пять · a7 пять · b7 четыре · c7 три · d7 два · e7 один · f7 два · g7 три · h7 четыре · a6 четыре · b6 три · c6 два · d6 один · e6 белая ладья · f6 один · g6 два · h6 три · a5 пять · b5 четыре · c5 три · d5 два · e5 один · f5 два · g5 три · h5 четыре · a4 шесть · b4 пять · c4 четыре · d4 три · e4 два · f4 три · g4 четыре · h4 пять · a3 семь · b3 шесть · c3 пять · d3 четыре · e3 три · f3 четыре · g3 пять · h3 шесть · a2 восемь · b2 семь · c2 шесть · d2 пять · e2 четыре · f2 пять · g2 шесть · h2 семь · a1 девять · b1 восемь · c1 семь · d1 шесть · e1 пять · f1 шесть · g1 семь · h1 восемь | a8 шесть · b8 пять · c8 четыре · d8 три · e8 два · f8 три · g8 четыре · h8 пять · a7 пять · b7 четыре · c7 три · d7 два · e7 один · f7 два · g7 три · h7 четыре · a6 четыре · b6 три · c6 два · d6 один · e6 белая ладья · f6 один · g6 два · h6 три · a5 пять · b5 четыре · c5 три · d5 два · e5 один · f5 два · g5 три · h5 четыре · a4 шесть · b4 пять · c4 четыре · d4 три · e4 два · f4 три · g4 четыре · h4 пять · a3 семь · b3 шесть · c3 пять · d3 четыре · e3 три · f3 четыре · g3 пять · h3 шесть · a2 восемь · b2 семь · c2 шесть · d2 пять · e2 четыре · f2 пять · g2 шесть · h2 семь · a1 девять · b1 восемь · c1 семь · d1 шесть · e1 пять · f1 шесть · g1 семь · h1 восемь | a8 шесть · b8 пять · c8 четыре · d8 три · e8 два · f8 три · g8 четыре · h8 пять · a7 пять · b7 четыре · c7 три · d7 два · e7 один · f7 два · g7 три · h7 четыре · a6 четыре · b6 три · c6 два · d6 один · e6 белая ладья · f6 один · g6 два · h6 три · a5 пять · b5 четыре · c5 три · d5 два · e5 один · f5 два · g5 три · h5 четыре · a4 шесть · b4 пять · c4 четыре · d4 три · e4 два · f4 три · g4 четыре · h4 пять · a3 семь · b3 шесть · c3 пять · d3 четыре · e3 три · f3 четыре · g3 пять · h3 шесть · a2 восемь · b2 семь · c2 шесть · d2 пять · e2 четыре · f2 пять · g2 шесть · h2 семь · a1 девять · b1 восемь · c1 семь · d1 шесть · e1 пять · f1 шесть · g1 семь · h1 восемь | 7 |
| 6 | a8 шесть · b8 пять · c8 четыре · d8 три · e8 два · f8 три · g8 четыре · h8 пять · a7 пять · b7 четыре · c7 три · d7 два · e7 один · f7 два · g7 три · h7 четыре · a6 четыре · b6 три · c6 два · d6 один · e6 белая ладья · f6 один · g6 два · h6 три · a5 пять · b5 четыре · c5 три · d5 два · e5 один · f5 два · g5 три · h5 четыре · a4 шесть · b4 пять · c4 четыре · d4 три · e4 два · f4 три · g4 четыре · h4 пять · a3 семь · b3 шесть · c3 пять · d3 четыре · e3 три · f3 четыре · g3 пять · h3 шесть · a2 восемь · b2 семь · c2 шесть · d2 пять · e2 четыре · f2 пять · g2 шесть · h2 семь · a1 девять · b1 восемь · c1 семь · d1 шесть · e1 пять · f1 шесть · g1 семь · h1 восемь | a8 шесть · b8 пять · c8 четыре · d8 три · e8 два · f8 три · g8 четыре · h8 пять · a7 пять · b7 четыре · c7 три · d7 два · e7 один · f7 два · g7 три · h7 четыре · a6 четыре · b6 три · c6 два · d6 один · e6 белая ладья · f6 один · g6 два · h6 три · a5 пять · b5 четыре · c5 три · d5 два · e5 один · f5 два · g5 три · h5 четыре · a4 шесть · b4 пять · c4 четыре · d4 три · e4 два · f4 три · g4 четыре · h4 пять · a3 семь · b3 шесть · c3 пять · d3 четыре · e3 три · f3 четыре · g3 пять · h3 шесть · a2 восемь · b2 семь · c2 шесть · d2 пять · e2 четыре · f2 пять · g2 шесть · h2 семь · a1 девять · b1 восемь · c1 семь · d1 шесть · e1 пять · f1 шесть · g1 семь · h1 восемь | a8 шесть · b8 пять · c8 четыре · d8 три · e8 два · f8 три · g8 четыре · h8 пять · a7 пять · b7 четыре · c7 три · d7 два · e7 один · f7 два · g7 три · h7 четыре · a6 четыре · b6 три · c6 два · d6 один · e6 белая ладья · f6 один · g6 два · h6 три · a5 пять · b5 четыре · c5 три · d5 два · e5 один · f5 два · g5 три · h5 четыре · a4 шесть · b4 пять · c4 четыре · d4 три · e4 два · f4 три · g4 четыре · h4 пять · a3 семь · b3 шесть · c3 пять · d3 четыре · e3 три · f3 четыре · g3 пять · h3 шесть · a2 восемь · b2 семь · c2 шесть · d2 пять · e2 четыре · f2 пять · g2 шесть · h2 семь · a1 девять · b1 восемь · c1 семь · d1 шесть · e1 пять · f1 шесть · g1 семь · h1 восемь | a8 шесть · b8 пять · c8 четыре · d8 три · e8 два · f8 три · g8 четыре · h8 пять · a7 пять · b7 четыре · c7 три · d7 два · e7 один · f7 два · g7 три · h7 четыре · a6 четыре · b6 три · c6 два · d6 один · e6 белая ладья · f6 один · g6 два · h6 три · a5 пять · b5 четыре · c5 три · d5 два · e5 один · f5 два · g5 три · h5 четыре · a4 шесть · b4 пять · c4 четыре · d4 три · e4 два · f4 три · g4 четыре · h4 пять · a3 семь · b3 шесть · c3 пять · d3 четыре · e3 три · f3 четыре · g3 пять · h3 шесть · a2 восемь · b2 семь · c2 шесть · d2 пять · e2 четыре · f2 пять · g2 шесть · h2 семь · a1 девять · b1 восемь · c1 семь · d1 шесть · e1 пять · f1 шесть · g1 семь · h1 восемь | a8 шесть · b8 пять · c8 четыре · d8 три · e8 два · f8 три · g8 четыре · h8 пять · a7 пять · b7 четыре · c7 три · d7 два · e7 один · f7 два · g7 три · h7 четыре · a6 четыре · b6 три · c6 два · d6 один · e6 белая ладья · f6 один · g6 два · h6 три · a5 пять · b5 четыре · c5 три · d5 два · e5 один · f5 два · g5 три · h5 четыре · a4 шесть · b4 пять · c4 четыре · d4 три · e4 два · f4 три · g4 четыре · h4 пять · a3 семь · b3 шесть · c3 пять · d3 четыре · e3 три · f3 четыре · g3 пять · h3 шесть · a2 восемь · b2 семь · c2 шесть · d2 пять · e2 четыре · f2 пять · g2 шесть · h2 семь · a1 девять · b1 восемь · c1 семь · d1 шесть · e1 пять · f1 шесть · g1 семь · h1 восемь | a8 шесть · b8 пять · c8 четыре · d8 три · e8 два · f8 три · g8 четыре · h8 пять · a7 пять · b7 четыре · c7 три · d7 два · e7 один · f7 два · g7 три · h7 четыре · a6 четыре · b6 три · c6 два · d6 один · e6 белая ладья · f6 один · g6 два · h6 три · a5 пять · b5 четыре · c5 три · d5 два · e5 один · f5 два · g5 три · h5 четыре · a4 шесть · b4 пять · c4 четыре · d4 три · e4 два · f4 три · g4 четыре · h4 пять · a3 семь · b3 шесть · c3 пять · d3 четыре · e3 три · f3 четыре · g3 пять · h3 шесть · a2 восемь · b2 семь · c2 шесть · d2 пять · e2 четыре · f2 пять · g2 шесть · h2 семь · a1 девять · b1 восемь · c1 семь · d1 шесть · e1 пять · f1 шесть · g1 семь · h1 восемь | a8 шесть · b8 пять · c8 четыре · d8 три · e8 два · f8 три · g8 четыре · h8 пять · a7 пять · b7 четыре · c7 три · d7 два · e7 один · f7 два · g7 три · h7 четыре · a6 четыре · b6 три · c6 два · d6 один · e6 белая ладья · f6 один · g6 два · h6 три · a5 пять · b5 четыре · c5 три · d5 два · e5 один · f5 два · g5 три · h5 четыре · a4 шесть · b4 пять · c4 четыре · d4 три · e4 два · f4 три · g4 четыре · h4 пять · a3 семь · b3 шесть · c3 пять · d3 четыре · e3 три · f3 четыре · g3 пять · h3 шесть · a2 восемь · b2 семь · c2 шесть · d2 пять · e2 четыре · f2 пять · g2 шесть · h2 семь · a1 девять · b1 восемь · c1 семь · d1 шесть · e1 пять · f1 шесть · g1 семь · h1 восемь | a8 шесть · b8 пять · c8 четыре · d8 три · e8 два · f8 три · g8 четыре · h8 пять · a7 пять · b7 четыре · c7 три · d7 два · e7 один · f7 два · g7 три · h7 четыре · a6 четыре · b6 три · c6 два · d6 один · e6 белая ладья · f6 один · g6 два · h6 три · a5 пять · b5 четыре · c5 три · d5 два · e5 один · f5 два · g5 три · h5 четыре · a4 шесть · b4 пять · c4 четыре · d4 три · e4 два · f4 три · g4 четыре · h4 пять · a3 семь · b3 шесть · c3 пять · d3 четыре · e3 три · f3 четыре · g3 пять · h3 шесть · a2 восемь · b2 семь · c2 шесть · d2 пять · e2 четыре · f2 пять · g2 шесть · h2 семь · a1 девять · b1 восемь · c1 семь · d1 шесть · e1 пять · f1 шесть · g1 семь · h1 восемь | 6 |
| 5 | a8 шесть · b8 пять · c8 четыре · d8 три · e8 два · f8 три · g8 четыре · h8 пять · a7 пять · b7 четыре · c7 три · d7 два · e7 один · f7 два · g7 три · h7 четыре · a6 четыре · b6 три · c6 два · d6 один · e6 белая ладья · f6 один · g6 два · h6 три · a5 пять · b5 четыре · c5 три · d5 два · e5 один · f5 два · g5 три · h5 четыре · a4 шесть · b4 пять · c4 четыре · d4 три · e4 два · f4 три · g4 четыре · h4 пять · a3 семь · b3 шесть · c3 пять · d3 четыре · e3 три · f3 четыре · g3 пять · h3 шесть · a2 восемь · b2 семь · c2 шесть · d2 пять · e2 четыре · f2 пять · g2 шесть · h2 семь · a1 девять · b1 восемь · c1 семь · d1 шесть · e1 пять · f1 шесть · g1 семь · h1 восемь | a8 шесть · b8 пять · c8 четыре · d8 три · e8 два · f8 три · g8 четыре · h8 пять · a7 пять · b7 четыре · c7 три · d7 два · e7 один · f7 два · g7 три · h7 четыре · a6 четыре · b6 три · c6 два · d6 один · e6 белая ладья · f6 один · g6 два · h6 три · a5 пять · b5 четыре · c5 три · d5 два · e5 один · f5 два · g5 три · h5 четыре · a4 шесть · b4 пять · c4 четыре · d4 три · e4 два · f4 три · g4 четыре · h4 пять · a3 семь · b3 шесть · c3 пять · d3 четыре · e3 три · f3 четыре · g3 пять · h3 шесть · a2 восемь · b2 семь · c2 шесть · d2 пять · e2 четыре · f2 пять · g2 шесть · h2 семь · a1 девять · b1 восемь · c1 семь · d1 шесть · e1 пять · f1 шесть · g1 семь · h1 восемь | a8 шесть · b8 пять · c8 четыре · d8 три · e8 два · f8 три · g8 четыре · h8 пять · a7 пять · b7 четыре · c7 три · d7 два · e7 один · f7 два · g7 три · h7 четыре · a6 четыре · b6 три · c6 два · d6 один · e6 белая ладья · f6 один · g6 два · h6 три · a5 пять · b5 четыре · c5 три · d5 два · e5 один · f5 два · g5 три · h5 четыре · a4 шесть · b4 пять · c4 четыре · d4 три · e4 два · f4 три · g4 четыре · h4 пять · a3 семь · b3 шесть · c3 пять · d3 четыре · e3 три · f3 четыре · g3 пять · h3 шесть · a2 восемь · b2 семь · c2 шесть · d2 пять · e2 четыре · f2 пять · g2 шесть · h2 семь · a1 девять · b1 восемь · c1 семь · d1 шесть · e1 пять · f1 шесть · g1 семь · h1 восемь | a8 шесть · b8 пять · c8 четыре · d8 три · e8 два · f8 три · g8 четыре · h8 пять · a7 пять · b7 четыре · c7 три · d7 два · e7 один · f7 два · g7 три · h7 четыре · a6 четыре · b6 три · c6 два · d6 один · e6 белая ладья · f6 один · g6 два · h6 три · a5 пять · b5 четыре · c5 три · d5 два · e5 один · f5 два · g5 три · h5 четыре · a4 шесть · b4 пять · c4 четыре · d4 три · e4 два · f4 три · g4 четыре · h4 пять · a3 семь · b3 шесть · c3 пять · d3 четыре · e3 три · f3 четыре · g3 пять · h3 шесть · a2 восемь · b2 семь · c2 шесть · d2 пять · e2 четыре · f2 пять · g2 шесть · h2 семь · a1 девять · b1 восемь · c1 семь · d1 шесть · e1 пять · f1 шесть · g1 семь · h1 восемь | a8 шесть · b8 пять · c8 четыре · d8 три · e8 два · f8 три · g8 четыре · h8 пять · a7 пять · b7 четыре · c7 три · d7 два · e7 один · f7 два · g7 три · h7 четыре · a6 четыре · b6 три · c6 два · d6 один · e6 белая ладья · f6 один · g6 два · h6 три · a5 пять · b5 четыре · c5 три · d5 два · e5 один · f5 два · g5 три · h5 четыре · a4 шесть · b4 пять · c4 четыре · d4 три · e4 два · f4 три · g4 четыре · h4 пять · a3 семь · b3 шесть · c3 пять · d3 четыре · e3 три · f3 четыре · g3 пять · h3 шесть · a2 восемь · b2 семь · c2 шесть · d2 пять · e2 четыре · f2 пять · g2 шесть · h2 семь · a1 девять · b1 восемь · c1 семь · d1 шесть · e1 пять · f1 шесть · g1 семь · h1 восемь | a8 шесть · b8 пять · c8 четыре · d8 три · e8 два · f8 три · g8 четыре · h8 пять · a7 пять · b7 четыре · c7 три · d7 два · e7 один · f7 два · g7 три · h7 четыре · a6 четыре · b6 три · c6 два · d6 один · e6 белая ладья · f6 один · g6 два · h6 три · a5 пять · b5 четыре · c5 три · d5 два · e5 один · f5 два · g5 три · h5 четыре · a4 шесть · b4 пять · c4 четыре · d4 три · e4 два · f4 три · g4 четыре · h4 пять · a3 семь · b3 шесть · c3 пять · d3 четыре · e3 три · f3 четыре · g3 пять · h3 шесть · a2 восемь · b2 семь · c2 шесть · d2 пять · e2 четыре · f2 пять · g2 шесть · h2 семь · a1 девять · b1 восемь · c1 семь · d1 шесть · e1 пять · f1 шесть · g1 семь · h1 восемь | a8 шесть · b8 пять · c8 четыре · d8 три · e8 два · f8 три · g8 четыре · h8 пять · a7 пять · b7 четыре · c7 три · d7 два · e7 один · f7 два · g7 три · h7 четыре · a6 четыре · b6 три · c6 два · d6 один · e6 белая ладья · f6 один · g6 два · h6 три · a5 пять · b5 четыре · c5 три · d5 два · e5 один · f5 два · g5 три · h5 четыре · a4 шесть · b4 пять · c4 четыре · d4 три · e4 два · f4 три · g4 четыре · h4 пять · a3 семь · b3 шесть · c3 пять · d3 четыре · e3 три · f3 четыре · g3 пять · h3 шесть · a2 восемь · b2 семь · c2 шесть · d2 пять · e2 четыре · f2 пять · g2 шесть · h2 семь · a1 девять · b1 восемь · c1 семь · d1 шесть · e1 пять · f1 шесть · g1 семь · h1 восемь | a8 шесть · b8 пять · c8 четыре · d8 три · e8 два · f8 три · g8 четыре · h8 пять · a7 пять · b7 четыре · c7 три · d7 два · e7 один · f7 два · g7 три · h7 четыре · a6 четыре · b6 три · c6 два · d6 один · e6 белая ладья · f6 один · g6 два · h6 три · a5 пять · b5 четыре · c5 три · d5 два · e5 один · f5 два · g5 три · h5 четыре · a4 шесть · b4 пять · c4 четыре · d4 три · e4 два · f4 три · g4 четыре · h4 пять · a3 семь · b3 шесть · c3 пять · d3 четыре · e3 три · f3 четыре · g3 пять · h3 шесть · a2 восемь · b2 семь · c2 шесть · d2 пять · e2 четыре · f2 пять · g2 шесть · h2 семь · a1 девять · b1 восемь · c1 семь · d1 шесть · e1 пять · f1 шесть · g1 семь · h1 восемь | 5 |
| 4 | a8 шесть · b8 пять · c8 четыре · d8 три · e8 два · f8 три · g8 четыре · h8 пять · a7 пять · b7 четыре · c7 три · d7 два · e7 один · f7 два · g7 три · h7 четыре · a6 четыре · b6 три · c6 два · d6 один · e6 белая ладья · f6 один · g6 два · h6 три · a5 пять · b5 четыре · c5 три · d5 два · e5 один · f5 два · g5 три · h5 четыре · a4 шесть · b4 пять · c4 четыре · d4 три · e4 два · f4 три · g4 четыре · h4 пять · a3 семь · b3 шесть · c3 пять · d3 четыре · e3 три · f3 четыре · g3 пять · h3 шесть · a2 восемь · b2 семь · c2 шесть · d2 пять · e2 четыре · f2 пять · g2 шесть · h2 семь · a1 девять · b1 восемь · c1 семь · d1 шесть · e1 пять · f1 шесть · g1 семь · h1 восемь | a8 шесть · b8 пять · c8 четыре · d8 три · e8 два · f8 три · g8 четыре · h8 пять · a7 пять · b7 четыре · c7 три · d7 два · e7 один · f7 два · g7 три · h7 четыре · a6 четыре · b6 три · c6 два · d6 один · e6 белая ладья · f6 один · g6 два · h6 три · a5 пять · b5 четыре · c5 три · d5 два · e5 один · f5 два · g5 три · h5 четыре · a4 шесть · b4 пять · c4 четыре · d4 три · e4 два · f4 три · g4 четыре · h4 пять · a3 семь · b3 шесть · c3 пять · d3 четыре · e3 три · f3 четыре · g3 пять · h3 шесть · a2 восемь · b2 семь · c2 шесть · d2 пять · e2 четыре · f2 пять · g2 шесть · h2 семь · a1 девять · b1 восемь · c1 семь · d1 шесть · e1 пять · f1 шесть · g1 семь · h1 восемь | a8 шесть · b8 пять · c8 четыре · d8 три · e8 два · f8 три · g8 четыре · h8 пять · a7 пять · b7 четыре · c7 три · d7 два · e7 один · f7 два · g7 три · h7 четыре · a6 четыре · b6 три · c6 два · d6 один · e6 белая ладья · f6 один · g6 два · h6 три · a5 пять · b5 четыре · c5 три · d5 два · e5 один · f5 два · g5 три · h5 четыре · a4 шесть · b4 пять · c4 четыре · d4 три · e4 два · f4 три · g4 четыре · h4 пять · a3 семь · b3 шесть · c3 пять · d3 четыре · e3 три · f3 четыре · g3 пять · h3 шесть · a2 восемь · b2 семь · c2 шесть · d2 пять · e2 четыре · f2 пять · g2 шесть · h2 семь · a1 девять · b1 восемь · c1 семь · d1 шесть · e1 пять · f1 шесть · g1 семь · h1 восемь | a8 шесть · b8 пять · c8 четыре · d8 три · e8 два · f8 три · g8 четыре · h8 пять · a7 пять · b7 четыре · c7 три · d7 два · e7 один · f7 два · g7 три · h7 четыре · a6 четыре · b6 три · c6 два · d6 один · e6 белая ладья · f6 один · g6 два · h6 три · a5 пять · b5 четыре · c5 три · d5 два · e5 один · f5 два · g5 три · h5 четыре · a4 шесть · b4 пять · c4 четыре · d4 три · e4 два · f4 три · g4 четыре · h4 пять · a3 семь · b3 шесть · c3 пять · d3 четыре · e3 три · f3 четыре · g3 пять · h3 шесть · a2 восемь · b2 семь · c2 шесть · d2 пять · e2 четыре · f2 пять · g2 шесть · h2 семь · a1 девять · b1 восемь · c1 семь · d1 шесть · e1 пять · f1 шесть · g1 семь · h1 восемь | a8 шесть · b8 пять · c8 четыре · d8 три · e8 два · f8 три · g8 четыре · h8 пять · a7 пять · b7 четыре · c7 три · d7 два · e7 один · f7 два · g7 три · h7 четыре · a6 четыре · b6 три · c6 два · d6 один · e6 белая ладья · f6 один · g6 два · h6 три · a5 пять · b5 четыре · c5 три · d5 два · e5 один · f5 два · g5 три · h5 четыре · a4 шесть · b4 пять · c4 четыре · d4 три · e4 два · f4 три · g4 четыре · h4 пять · a3 семь · b3 шесть · c3 пять · d3 четыре · e3 три · f3 четыре · g3 пять · h3 шесть · a2 восемь · b2 семь · c2 шесть · d2 пять · e2 четыре · f2 пять · g2 шесть · h2 семь · a1 девять · b1 восемь · c1 семь · d1 шесть · e1 пять · f1 шесть · g1 семь · h1 восемь | a8 шесть · b8 пять · c8 четыре · d8 три · e8 два · f8 три · g8 четыре · h8 пять · a7 пять · b7 четыре · c7 три · d7 два · e7 один · f7 два · g7 три · h7 четыре · a6 четыре · b6 три · c6 два · d6 один · e6 белая ладья · f6 один · g6 два · h6 три · a5 пять · b5 четыре · c5 три · d5 два · e5 один · f5 два · g5 три · h5 четыре · a4 шесть · b4 пять · c4 четыре · d4 три · e4 два · f4 три · g4 четыре · h4 пять · a3 семь · b3 шесть · c3 пять · d3 четыре · e3 три · f3 четыре · g3 пять · h3 шесть · a2 восемь · b2 семь · c2 шесть · d2 пять · e2 четыре · f2 пять · g2 шесть · h2 семь · a1 девять · b1 восемь · c1 семь · d1 шесть · e1 пять · f1 шесть · g1 семь · h1 восемь | a8 шесть · b8 пять · c8 четыре · d8 три · e8 два · f8 три · g8 четыре · h8 пять · a7 пять · b7 четыре · c7 три · d7 два · e7 один · f7 два · g7 три · h7 четыре · a6 четыре · b6 три · c6 два · d6 один · e6 белая ладья · f6 один · g6 два · h6 три · a5 пять · b5 четыре · c5 три · d5 два · e5 один · f5 два · g5 три · h5 четыре · a4 шесть · b4 пять · c4 четыре · d4 три · e4 два · f4 три · g4 четыре · h4 пять · a3 семь · b3 шесть · c3 пять · d3 четыре · e3 три · f3 четыре · g3 пять · h3 шесть · a2 восемь · b2 семь · c2 шесть · d2 пять · e2 четыре · f2 пять · g2 шесть · h2 семь · a1 девять · b1 восемь · c1 семь · d1 шесть · e1 пять · f1 шесть · g1 семь · h1 восемь | a8 шесть · b8 пять · c8 четыре · d8 три · e8 два · f8 три · g8 четыре · h8 пять · a7 пять · b7 четыре · c7 три · d7 два · e7 один · f7 два · g7 три · h7 четыре · a6 четыре · b6 три · c6 два · d6 один · e6 белая ладья · f6 один · g6 два · h6 три · a5 пять · b5 четыре · c5 три · d5 два · e5 один · f5 два · g5 три · h5 четыре · a4 шесть · b4 пять · c4 четыре · d4 три · e4 два · f4 три · g4 четыре · h4 пять · a3 семь · b3 шесть · c3 пять · d3 четыре · e3 три · f3 четыре · g3 пять · h3 шесть · a2 восемь · b2 семь · c2 шесть · d2 пять · e2 четыре · f2 пять · g2 шесть · h2 семь · a1 девять · b1 восемь · c1 семь · d1 шесть · e1 пять · f1 шесть · g1 семь · h1 восемь | 4 |
| 3 | a8 шесть · b8 пять · c8 четыре · d8 три · e8 два · f8 три · g8 четыре · h8 пять · a7 пять · b7 четыре · c7 три · d7 два · e7 один · f7 два · g7 три · h7 четыре · a6 четыре · b6 три · c6 два · d6 один · e6 белая ладья · f6 один · g6 два · h6 три · a5 пять · b5 четыре · c5 три · d5 два · e5 один · f5 два · g5 три · h5 четыре · a4 шесть · b4 пять · c4 четыре · d4 три · e4 два · f4 три · g4 четыре · h4 пять · a3 семь · b3 шесть · c3 пять · d3 четыре · e3 три · f3 четыре · g3 пять · h3 шесть · a2 восемь · b2 семь · c2 шесть · d2 пять · e2 четыре · f2 пять · g2 шесть · h2 семь · a1 девять · b1 восемь · c1 семь · d1 шесть · e1 пять · f1 шесть · g1 семь · h1 восемь | a8 шесть · b8 пять · c8 четыре · d8 три · e8 два · f8 три · g8 четыре · h8 пять · a7 пять · b7 четыре · c7 три · d7 два · e7 один · f7 два · g7 три · h7 четыре · a6 четыре · b6 три · c6 два · d6 один · e6 белая ладья · f6 один · g6 два · h6 три · a5 пять · b5 четыре · c5 три · d5 два · e5 один · f5 два · g5 три · h5 четыре · a4 шесть · b4 пять · c4 четыре · d4 три · e4 два · f4 три · g4 четыре · h4 пять · a3 семь · b3 шесть · c3 пять · d3 четыре · e3 три · f3 четыре · g3 пять · h3 шесть · a2 восемь · b2 семь · c2 шесть · d2 пять · e2 четыре · f2 пять · g2 шесть · h2 семь · a1 девять · b1 восемь · c1 семь · d1 шесть · e1 пять · f1 шесть · g1 семь · h1 восемь | a8 шесть · b8 пять · c8 четыре · d8 три · e8 два · f8 три · g8 четыре · h8 пять · a7 пять · b7 четыре · c7 три · d7 два · e7 один · f7 два · g7 три · h7 четыре · a6 четыре · b6 три · c6 два · d6 один · e6 белая ладья · f6 один · g6 два · h6 три · a5 пять · b5 четыре · c5 три · d5 два · e5 один · f5 два · g5 три · h5 четыре · a4 шесть · b4 пять · c4 четыре · d4 три · e4 два · f4 три · g4 четыре · h4 пять · a3 семь · b3 шесть · c3 пять · d3 четыре · e3 три · f3 четыре · g3 пять · h3 шесть · a2 восемь · b2 семь · c2 шесть · d2 пять · e2 четыре · f2 пять · g2 шесть · h2 семь · a1 девять · b1 восемь · c1 семь · d1 шесть · e1 пять · f1 шесть · g1 семь · h1 восемь | a8 шесть · b8 пять · c8 четыре · d8 три · e8 два · f8 три · g8 четыре · h8 пять · a7 пять · b7 четыре · c7 три · d7 два · e7 один · f7 два · g7 три · h7 четыре · a6 четыре · b6 три · c6 два · d6 один · e6 белая ладья · f6 один · g6 два · h6 три · a5 пять · b5 четыре · c5 три · d5 два · e5 один · f5 два · g5 три · h5 четыре · a4 шесть · b4 пять · c4 четыре · d4 три · e4 два · f4 три · g4 четыре · h4 пять · a3 семь · b3 шесть · c3 пять · d3 четыре · e3 три · f3 четыре · g3 пять · h3 шесть · a2 восемь · b2 семь · c2 шесть · d2 пять · e2 четыре · f2 пять · g2 шесть · h2 семь · a1 девять · b1 восемь · c1 семь · d1 шесть · e1 пять · f1 шесть · g1 семь · h1 восемь | a8 шесть · b8 пять · c8 четыре · d8 три · e8 два · f8 три · g8 четыре · h8 пять · a7 пять · b7 четыре · c7 три · d7 два · e7 один · f7 два · g7 три · h7 четыре · a6 четыре · b6 три · c6 два · d6 один · e6 белая ладья · f6 один · g6 два · h6 три · a5 пять · b5 четыре · c5 три · d5 два · e5 один · f5 два · g5 три · h5 четыре · a4 шесть · b4 пять · c4 четыре · d4 три · e4 два · f4 три · g4 четыре · h4 пять · a3 семь · b3 шесть · c3 пять · d3 четыре · e3 три · f3 четыре · g3 пять · h3 шесть · a2 восемь · b2 семь · c2 шесть · d2 пять · e2 четыре · f2 пять · g2 шесть · h2 семь · a1 девять · b1 восемь · c1 семь · d1 шесть · e1 пять · f1 шесть · g1 семь · h1 восемь | a8 шесть · b8 пять · c8 четыре · d8 три · e8 два · f8 три · g8 четыре · h8 пять · a7 пять · b7 четыре · c7 три · d7 два · e7 один · f7 два · g7 три · h7 четыре · a6 четыре · b6 три · c6 два · d6 один · e6 белая ладья · f6 один · g6 два · h6 три · a5 пять · b5 четыре · c5 три · d5 два · e5 один · f5 два · g5 три · h5 четыре · a4 шесть · b4 пять · c4 четыре · d4 три · e4 два · f4 три · g4 четыре · h4 пять · a3 семь · b3 шесть · c3 пять · d3 четыре · e3 три · f3 четыре · g3 пять · h3 шесть · a2 восемь · b2 семь · c2 шесть · d2 пять · e2 четыре · f2 пять · g2 шесть · h2 семь · a1 девять · b1 восемь · c1 семь · d1 шесть · e1 пять · f1 шесть · g1 семь · h1 восемь | a8 шесть · b8 пять · c8 четыре · d8 три · e8 два · f8 три · g8 четыре · h8 пять · a7 пять · b7 четыре · c7 три · d7 два · e7 один · f7 два · g7 три · h7 четыре · a6 четыре · b6 три · c6 два · d6 один · e6 белая ладья · f6 один · g6 два · h6 три · a5 пять · b5 четыре · c5 три · d5 два · e5 один · f5 два · g5 три · h5 четыре · a4 шесть · b4 пять · c4 четыре · d4 три · e4 два · f4 три · g4 четыре · h4 пять · a3 семь · b3 шесть · c3 пять · d3 четыре · e3 три · f3 четыре · g3 пять · h3 шесть · a2 восемь · b2 семь · c2 шесть · d2 пять · e2 четыре · f2 пять · g2 шесть · h2 семь · a1 девять · b1 восемь · c1 семь · d1 шесть · e1 пять · f1 шесть · g1 семь · h1 восемь | a8 шесть · b8 пять · c8 четыре · d8 три · e8 два · f8 три · g8 четыре · h8 пять · a7 пять · b7 четыре · c7 три · d7 два · e7 один · f7 два · g7 три · h7 четыре · a6 четыре · b6 три · c6 два · d6 один · e6 белая ладья · f6 один · g6 два · h6 три · a5 пять · b5 четыре · c5 три · d5 два · e5 один · f5 два · g5 три · h5 четыре · a4 шесть · b4 пять · c4 четыре · d4 три · e4 два · f4 три · g4 четыре · h4 пять · a3 семь · b3 шесть · c3 пять · d3 четыре · e3 три · f3 четыре · g3 пять · h3 шесть · a2 восемь · b2 семь · c2 шесть · d2 пять · e2 четыре · f2 пять · g2 шесть · h2 семь · a1 девять · b1 восемь · c1 семь · d1 шесть · e1 пять · f1 шесть · g1 семь · h1 восемь | 3 |
| 2 | a8 шесть · b8 пять · c8 четыре · d8 три · e8 два · f8 три · g8 четыре · h8 пять · a7 пять · b7 четыре · c7 три · d7 два · e7 один · f7 два · g7 три · h7 четыре · a6 четыре · b6 три · c6 два · d6 один · e6 белая ладья · f6 один · g6 два · h6 три · a5 пять · b5 четыре · c5 три · d5 два · e5 один · f5 два · g5 три · h5 четыре · a4 шесть · b4 пять · c4 четыре · d4 три · e4 два · f4 три · g4 четыре · h4 пять · a3 семь · b3 шесть · c3 пять · d3 четыре · e3 три · f3 четыре · g3 пять · h3 шесть · a2 восемь · b2 семь · c2 шесть · d2 пять · e2 четыре · f2 пять · g2 шесть · h2 семь · a1 девять · b1 восемь · c1 семь · d1 шесть · e1 пять · f1 шесть · g1 семь · h1 восемь | a8 шесть · b8 пять · c8 четыре · d8 три · e8 два · f8 три · g8 четыре · h8 пять · a7 пять · b7 четыре · c7 три · d7 два · e7 один · f7 два · g7 три · h7 четыре · a6 четыре · b6 три · c6 два · d6 один · e6 белая ладья · f6 один · g6 два · h6 три · a5 пять · b5 четыре · c5 три · d5 два · e5 один · f5 два · g5 три · h5 четыре · a4 шесть · b4 пять · c4 четыре · d4 три · e4 два · f4 три · g4 четыре · h4 пять · a3 семь · b3 шесть · c3 пять · d3 четыре · e3 три · f3 четыре · g3 пять · h3 шесть · a2 восемь · b2 семь · c2 шесть · d2 пять · e2 четыре · f2 пять · g2 шесть · h2 семь · a1 девять · b1 восемь · c1 семь · d1 шесть · e1 пять · f1 шесть · g1 семь · h1 восемь | a8 шесть · b8 пять · c8 четыре · d8 три · e8 два · f8 три · g8 четыре · h8 пять · a7 пять · b7 четыре · c7 три · d7 два · e7 один · f7 два · g7 три · h7 четыре · a6 четыре · b6 три · c6 два · d6 один · e6 белая ладья · f6 один · g6 два · h6 три · a5 пять · b5 четыре · c5 три · d5 два · e5 один · f5 два · g5 три · h5 четыре · a4 шесть · b4 пять · c4 четыре · d4 три · e4 два · f4 три · g4 четыре · h4 пять · a3 семь · b3 шесть · c3 пять · d3 четыре · e3 три · f3 четыре · g3 пять · h3 шесть · a2 восемь · b2 семь · c2 шесть · d2 пять · e2 четыре · f2 пять · g2 шесть · h2 семь · a1 девять · b1 восемь · c1 семь · d1 шесть · e1 пять · f1 шесть · g1 семь · h1 восемь | a8 шесть · b8 пять · c8 четыре · d8 три · e8 два · f8 три · g8 четыре · h8 пять · a7 пять · b7 четыре · c7 три · d7 два · e7 один · f7 два · g7 три · h7 четыре · a6 четыре · b6 три · c6 два · d6 один · e6 белая ладья · f6 один · g6 два · h6 три · a5 пять · b5 четыре · c5 три · d5 два · e5 один · f5 два · g5 три · h5 четыре · a4 шесть · b4 пять · c4 четыре · d4 три · e4 два · f4 три · g4 четыре · h4 пять · a3 семь · b3 шесть · c3 пять · d3 четыре · e3 три · f3 четыре · g3 пять · h3 шесть · a2 восемь · b2 семь · c2 шесть · d2 пять · e2 четыре · f2 пять · g2 шесть · h2 семь · a1 девять · b1 восемь · c1 семь · d1 шесть · e1 пять · f1 шесть · g1 семь · h1 восемь | a8 шесть · b8 пять · c8 четыре · d8 три · e8 два · f8 три · g8 четыре · h8 пять · a7 пять · b7 четыре · c7 три · d7 два · e7 один · f7 два · g7 три · h7 четыре · a6 четыре · b6 три · c6 два · d6 один · e6 белая ладья · f6 один · g6 два · h6 три · a5 пять · b5 четыре · c5 три · d5 два · e5 один · f5 два · g5 три · h5 четыре · a4 шесть · b4 пять · c4 четыре · d4 три · e4 два · f4 три · g4 четыре · h4 пять · a3 семь · b3 шесть · c3 пять · d3 четыре · e3 три · f3 четыре · g3 пять · h3 шесть · a2 восемь · b2 семь · c2 шесть · d2 пять · e2 четыре · f2 пять · g2 шесть · h2 семь · a1 девять · b1 восемь · c1 семь · d1 шесть · e1 пять · f1 шесть · g1 семь · h1 восемь | a8 шесть · b8 пять · c8 четыре · d8 три · e8 два · f8 три · g8 четыре · h8 пять · a7 пять · b7 четыре · c7 три · d7 два · e7 один · f7 два · g7 три · h7 четыре · a6 четыре · b6 три · c6 два · d6 один · e6 белая ладья · f6 один · g6 два · h6 три · a5 пять · b5 четыре · c5 три · d5 два · e5 один · f5 два · g5 три · h5 четыре · a4 шесть · b4 пять · c4 четыре · d4 три · e4 два · f4 три · g4 четыре · h4 пять · a3 семь · b3 шесть · c3 пять · d3 четыре · e3 три · f3 четыре · g3 пять · h3 шесть · a2 восемь · b2 семь · c2 шесть · d2 пять · e2 четыре · f2 пять · g2 шесть · h2 семь · a1 девять · b1 восемь · c1 семь · d1 шесть · e1 пять · f1 шесть · g1 семь · h1 восемь | a8 шесть · b8 пять · c8 четыре · d8 три · e8 два · f8 три · g8 четыре · h8 пять · a7 пять · b7 четыре · c7 три · d7 два · e7 один · f7 два · g7 три · h7 четыре · a6 четыре · b6 три · c6 два · d6 один · e6 белая ладья · f6 один · g6 два · h6 три · a5 пять · b5 четыре · c5 три · d5 два · e5 один · f5 два · g5 три · h5 четыре · a4 шесть · b4 пять · c4 четыре · d4 три · e4 два · f4 три · g4 четыре · h4 пять · a3 семь · b3 шесть · c3 пять · d3 четыре · e3 три · f3 четыре · g3 пять · h3 шесть · a2 восемь · b2 семь · c2 шесть · d2 пять · e2 четыре · f2 пять · g2 шесть · h2 семь · a1 девять · b1 восемь · c1 семь · d1 шесть · e1 пять · f1 шесть · g1 семь · h1 восемь | a8 шесть · b8 пять · c8 четыре · d8 три · e8 два · f8 три · g8 четыре · h8 пять · a7 пять · b7 четыре · c7 три · d7 два · e7 один · f7 два · g7 три · h7 четыре · a6 четыре · b6 три · c6 два · d6 один · e6 белая ладья · f6 один · g6 два · h6 три · a5 пять · b5 четыре · c5 три · d5 два · e5 один · f5 два · g5 три · h5 четыре · a4 шесть · b4 пять · c4 четыре · d4 три · e4 два · f4 три · g4 четыре · h4 пять · a3 семь · b3 шесть · c3 пять · d3 четыре · e3 три · f3 четыре · g3 пять · h3 шесть · a2 восемь · b2 семь · c2 шесть · d2 пять · e2 четыре · f2 пять · g2 шесть · h2 семь · a1 девять · b1 восемь · c1 семь · d1 шесть · e1 пять · f1 шесть · g1 семь · h1 восемь | 2 |
| 1 | a8 шесть · b8 пять · c8 четыре · d8 три · e8 два · f8 три · g8 четыре · h8 пять · a7 пять · b7 четыре · c7 три · d7 два · e7 один · f7 два · g7 три · h7 четыре · a6 четыре · b6 три · c6 два · d6 один · e6 белая ладья · f6 один · g6 два · h6 три · a5 пять · b5 четыре · c5 три · d5 два · e5 один · f5 два · g5 три · h5 четыре · a4 шесть · b4 пять · c4 четыре · d4 три · e4 два · f4 три · g4 четыре · h4 пять · a3 семь · b3 шесть · c3 пять · d3 четыре · e3 три · f3 четыре · g3 пять · h3 шесть · a2 восемь · b2 семь · c2 шесть · d2 пять · e2 четыре · f2 пять · g2 шесть · h2 семь · a1 девять · b1 восемь · c1 семь · d1 шесть · e1 пять · f1 шесть · g1 семь · h1 восемь | a8 шесть · b8 пять · c8 четыре · d8 три · e8 два · f8 три · g8 четыре · h8 пять · a7 пять · b7 четыре · c7 три · d7 два · e7 один · f7 два · g7 три · h7 четыре · a6 четыре · b6 три · c6 два · d6 один · e6 белая ладья · f6 один · g6 два · h6 три · a5 пять · b5 четыре · c5 три · d5 два · e5 один · f5 два · g5 три · h5 четыре · a4 шесть · b4 пять · c4 четыре · d4 три · e4 два · f4 три · g4 четыре · h4 пять · a3 семь · b3 шесть · c3 пять · d3 четыре · e3 три · f3 четыре · g3 пять · h3 шесть · a2 восемь · b2 семь · c2 шесть · d2 пять · e2 четыре · f2 пять · g2 шесть · h2 семь · a1 девять · b1 восемь · c1 семь · d1 шесть · e1 пять · f1 шесть · g1 семь · h1 восемь | a8 шесть · b8 пять · c8 четыре · d8 три · e8 два · f8 три · g8 четыре · h8 пять · a7 пять · b7 четыре · c7 три · d7 два · e7 один · f7 два · g7 три · h7 четыре · a6 четыре · b6 три · c6 два · d6 один · e6 белая ладья · f6 один · g6 два · h6 три · a5 пять · b5 четыре · c5 три · d5 два · e5 один · f5 два · g5 три · h5 четыре · a4 шесть · b4 пять · c4 четыре · d4 три · e4 два · f4 три · g4 четыре · h4 пять · a3 семь · b3 шесть · c3 пять · d3 четыре · e3 три · f3 четыре · g3 пять · h3 шесть · a2 восемь · b2 семь · c2 шесть · d2 пять · e2 четыре · f2 пять · g2 шесть · h2 семь · a1 девять · b1 восемь · c1 семь · d1 шесть · e1 пять · f1 шесть · g1 семь · h1 восемь | a8 шесть · b8 пять · c8 четыре · d8 три · e8 два · f8 три · g8 четыре · h8 пять · a7 пять · b7 четыре · c7 три · d7 два · e7 один · f7 два · g7 три · h7 четыре · a6 четыре · b6 три · c6 два · d6 один · e6 белая ладья · f6 один · g6 два · h6 три · a5 пять · b5 четыре · c5 три · d5 два · e5 один · f5 два · g5 три · h5 четыре · a4 шесть · b4 пять · c4 четыре · d4 три · e4 два · f4 три · g4 четыре · h4 пять · a3 семь · b3 шесть · c3 пять · d3 четыре · e3 три · f3 четыре · g3 пять · h3 шесть · a2 восемь · b2 семь · c2 шесть · d2 пять · e2 четыре · f2 пять · g2 шесть · h2 семь · a1 девять · b1 восемь · c1 семь · d1 шесть · e1 пять · f1 шесть · g1 семь · h1 восемь | a8 шесть · b8 пять · c8 четыре · d8 три · e8 два · f8 три · g8 четыре · h8 пять · a7 пять · b7 четыре · c7 три · d7 два · e7 один · f7 два · g7 три · h7 четыре · a6 четыре · b6 три · c6 два · d6 один · e6 белая ладья · f6 один · g6 два · h6 три · a5 пять · b5 четыре · c5 три · d5 два · e5 один · f5 два · g5 три · h5 четыре · a4 шесть · b4 пять · c4 четыре · d4 три · e4 два · f4 три · g4 четыре · h4 пять · a3 семь · b3 шесть · c3 пять · d3 четыре · e3 три · f3 четыре · g3 пять · h3 шесть · a2 восемь · b2 семь · c2 шесть · d2 пять · e2 четыре · f2 пять · g2 шесть · h2 семь · a1 девять · b1 восемь · c1 семь · d1 шесть · e1 пять · f1 шесть · g1 семь · h1 восемь | a8 шесть · b8 пять · c8 четыре · d8 три · e8 два · f8 три · g8 четыре · h8 пять · a7 пять · b7 четыре · c7 три · d7 два · e7 один · f7 два · g7 три · h7 четыре · a6 четыре · b6 три · c6 два · d6 один · e6 белая ладья · f6 один · g6 два · h6 три · a5 пять · b5 четыре · c5 три · d5 два · e5 один · f5 два · g5 три · h5 четыре · a4 шесть · b4 пять · c4 четыре · d4 три · e4 два · f4 три · g4 четыре · h4 пять · a3 семь · b3 шесть · c3 пять · d3 четыре · e3 три · f3 четыре · g3 пять · h3 шесть · a2 восемь · b2 семь · c2 шесть · d2 пять · e2 четыре · f2 пять · g2 шесть · h2 семь · a1 девять · b1 восемь · c1 семь · d1 шесть · e1 пять · f1 шесть · g1 семь · h1 восемь | a8 шесть · b8 пять · c8 четыре · d8 три · e8 два · f8 три · g8 четыре · h8 пять · a7 пять · b7 четыре · c7 три · d7 два · e7 один · f7 два · g7 три · h7 четыре · a6 четыре · b6 три · c6 два · d6 один · e6 белая ладья · f6 один · g6 два · h6 три · a5 пять · b5 четыре · c5 три · d5 два · e5 один · f5 два · g5 три · h5 четыре · a4 шесть · b4 пять · c4 четыре · d4 три · e4 два · f4 три · g4 четыре · h4 пять · a3 семь · b3 шесть · c3 пять · d3 четыре · e3 три · f3 четыре · g3 пять · h3 шесть · a2 восемь · b2 семь · c2 шесть · d2 пять · e2 четыре · f2 пять · g2 шесть · h2 семь · a1 девять · b1 восемь · c1 семь · d1 шесть · e1 пять · f1 шесть · g1 семь · h1 восемь | a8 шесть · b8 пять · c8 четыре · d8 три · e8 два · f8 три · g8 четыре · h8 пять · a7 пять · b7 четыре · c7 три · d7 два · e7 один · f7 два · g7 три · h7 четыре · a6 четыре · b6 три · c6 два · d6 один · e6 белая ладья · f6 один · g6 два · h6 три · a5 пять · b5 четыре · c5 три · d5 два · e5 один · f5 два · g5 три · h5 четыре · a4 шесть · b4 пять · c4 четыре · d4 три · e4 два · f4 три · g4 четыре · h4 пять · a3 семь · b3 шесть · c3 пять · d3 четыре · e3 три · f3 четыре · g3 пять · h3 шесть · a2 восемь · b2 семь · c2 шесть · d2 пять · e2 четыре · f2 пять · g2 шесть · h2 семь · a1 девять · b1 восемь · c1 семь · d1 шесть · e1 пять · f1 шесть · g1 семь · h1 восемь | 1 |
|   | a | b | c | d | e | f | g | h |   |

Для ферзя и ладьи расстояние между полями шахматной доски равно расстоянию городских кварталов, изменяемому в полях шахматной доски. Для короля пользуется расстояние Чебышёва. Для слона используется расстояние городских кварталов на такой шахматной доске, которая повёрнута на 45°.

### Пятнашки
При поиске оптимального решения игры (головоломки) «пятнашки» сумма расстояний городских кварталов между костяшками и теми позициями, в которых костяшки находятся в решённой игре, используется в качестве эвристической функции.

### Клеточные автоматы
Множество клеток на двумерном квадратном паркете, расстояние городских кварталов до которых от данной клетки не превышает r, называется окрестностью фон Неймана диапазона (радиуса) r.